# Bruginstorting in Jekaterinenburg
De bruginstorting in Jekaterinenburg verwijst naar de instorting van een in aanbouw zijnde brug voor autoverkeer in het centrum van de Russische stad Jekaterinenburg op 4 september 2006 om 16:45 (YEKT). Bij het ongeluk vielen geen gewonden. Het ongeluk werd door burgemeester Arkadi Tsjernetski in eerste instantie toegeschreven aan constructiefouten tijdens de bouw en vormde het begin van een onderzoek naar de constructie van een aantal bruggen in de stad. Het onderzoek naar de oorzaak gaf als uitkomst dat het gemeentelijke bedrijf Blago-oestrojstvo, dat opdracht had gegeven tot de bouw, schuldig werd bevonden. Dit bedrijf had verzuimd de documentatie voor het ontwerp van de brug voor te leggen aan staatsdeskundigen. Daarnaast hield het oblastministerie voor Bouw en Bouwtoezicht geen toezicht tijdens de bouw van de brug.
De brug, die sinds mei 2006 in aanbouw was en in november voltooid zou moeten zijn, bevindt zich op de kruising van de oelitsa Sjevtsjenko en de oelitsa Vostotsjnaja op de zuidwestgrens van het district Zjelezjnodorozjny met het district Kirovski. Bij het ongeluk vielen drie van de tien balken van gewapend beton, die onderdeel vormden van de overspanning van de brug, op de spoorweg eronder. Door spoorwegwerkers en bouwlieden werden vervolgens de overgebleven zes balken verwijderd. Deze moesten hiervoor eerst uit hun uithollingen worden verwijderd en met behulp van noodtreinhijskranen naar beneden worden gebracht.
Volgens directeur Sjevket Sjajdoellin van de Sverdlovskspoorlijn liepen 111 goederentreinen en 104 passagierstreinen vertraging op als gevolg van het ongeval, met als gevolg grote kosten. Het treinverkeer uit oostelijke en westelijke richting naar het centraal station van Jekaterinenburg werd stilgelegd tot 6 september. De spoorrails waren volgens Sjajdoellin echter niet beschadigd geraakt bij het ongeval.
De 165 meter lange brug is herbouwd.